# Геркулес и Омфала (картина Буше)
«Геркулес и Омфала» (фр. Hercule et Omphale) — картина французского живописца Франсуа Буше, написанная около 1732—1734 года. Изображает мифологический сюжет о Геркулесе (Геракле), находившемся несколько лет в рабстве у царицы Омфалы. Находится в коллекции Государственного музея изобразительных искусств имени А. С. Пушкина в Москве (Россия).

## История
Буше написал «Геркулеса и Омфалу» после своего возвращения из Италии. Картина находилась в собрании князя Юсупова в Петербурге. С 1930 года — в Государственном музее изобразительных искусств имени А. С. Пушкина в Москве.

## Сюжет
Царица Омфала была дочерью Иардана и женой Тмола, царя Лидии, трон которого она унаследовала после его смерти. Во время её правления Геркулес (Геракл) был продан ей в рабство в наказание за убийство Евритова сына Ифита и осуждён служить ей. Геркулес влюбился в Омфалу и осыпал её всевозможными знаками внимания, но царица предпочитала издеваться над ним, заставляя его носить женскую одежду и прясть вместе с её служанками, в то время как сама носила шкуру немейского льва и булаву. В конце концов их чувства оказались взаимными, они поженились и у них родился сын Агелай, предок царя Крёза.

## Описание
Образ Геракла у ног Омфалы, одетой в его шкуру немейского льва и с булавой, широко трактовался в искусстве эпохи Возрождения и барокко, но Франсуа Буше избрал для своей картины более поздний, реже встречающийся, момент легенды, когда Геркулес и Омфала увлечены взаимной страстью.
Художник изобразил современный ему роскошный интерьер, представляющий собой спальню царицы, где герой сидит на кровати и целует царицу со страстью и силой, которые от него ожидаются. Присутствие двух амуров, уходящих со шкурами и прядильными инструментами, снижает напряжение сцены, усиленное красноречивой позой влюблённых. В обеих фигурах отчётливо прослеживается влияние Рубенса, особенно их нагота, хотя и в менее звучных формах, адаптированных к новым и утончённым вкусам рококо. Цвет привносит нежность в накал страсти, естественно смешивая мягкую цветовую гамму с приглушённым освещением, подчёркивающим белизну женского тела. В целом это полотно несколько отклоняется от привычного стиля художника, который в целом был не столь откровенен.